# Cyrkuł opatowski
Cyrkuł opatowski (niem. Opatower Kreis) – jednostka administracyjna Cesarstwa Austrii w latach ok. 1798–1803, należąca do kraju koronego Nowa Galicja. Powstała na części obszaru zagarniętego przez Austrię wskutek III rozbioru Polski. Siedzibą cyrkułu był Opatów.

## Historia
Cyrkuł opatowski powstał około 1798 roku z obszaru zniesionego cyrkułu sandomierskiego. Był jednym z 12 cyrkułów Nowej Galicji, podporządkowanych Gubernium Krajowemu dla Galicji Zachodniej w Krakowie.
- Miasta (1803): Bodzentyn, Daleszyce, Iwaniska, Klimontów, Koprzywnica, Kunów, Kurozwęki, Łagów, Opatów, Osiek, Ostrowiec, Ożarów, Połaniec, Raków, Sandomierz, Słupia, Staszów, Tarłów, Zawichost;
- Miasteczka (1803): Bogoria, Denków, Gliniany, Janików, Waśniów, Wierzbnik[1][2].

Na podstawie dekretu cesarza Franciszka II z 13 maja 1803, z dniem 1 listopada 1803 Nowa Galicja została podporządkowana  Gubernium Galicji we Lwowie. Wtedy też dokonano zmniejszenia liczby cyrkułów o połowę łącząc ze sobą sąsiednie cyrkuły. Każdy cyrkuł był podzielony na trzy okręgi. Zniesiony cyrkuł opatowski wszedł wtedy (wraz ze zniesionym cyrkułem radomskim) w skład nowego, dużego cyrkułu radomskiego, który został podzielony na okręgi Opatów, Radom i Staszów.